# 社会省
座標: 北緯59度19分43.97秒 東経18度03分55.54秒 / 北緯59.3288806度 東経18.0654278度
社会省（スウェーデン語: Socialdepartementet ）は、スウェーデン政府において社会福祉、所得保障、社会サービス、保健、健康づくり、子どもの権利、障害者の権利を担当する省。200人以上のスタッフを抱えており、うち20人ほどが政治任用者である。

## 配下の機関
社会省の下には、20の機関、2つの国有企業、2つの施設が設置されている。

### 機関
- 社会庁（保健福祉庁）
- 医療製品庁 (MPA)
- 社会保険庁 (スウェーデン)（英語版）

### 国有企業
- 酒販 Systembolaget（英語版） （酒の販売は政府独占である）
- 薬局 Apoteket（英語版） （かつて薬販売は政府独占であった）